# Heinrich Kahlefeld
Heinrich Kahlefeld CO (* 6. Januar 1903 in Boppard; † 5. März 1980 in München) war ein deutscher Theologe und katholischer Priester sowie Verfasser theologischer Schriften und liturgischer Gesänge.

## Leben
Heinrich Kahlefeld studierte ab 1921 Philosophie und Theologie an der Universität Innsbruck, wo er mit einer Arbeit über Max Scheler promoviert wurde. 1925 trat er dem Oratorium des hl. Philip Neri bei. Im selben Jahr bat er um die Aufnahme in das Bistum Meißen, für das er am 26. Juli 1926 zum Priester geweiht wurde. Anschließend setzte er seine Studien an den Universitäten Freiburg und Tübingen fort. Schon während seines Studiums erfasste er die Bedeutung der Liturgie für das kirchliche Leben. 
Ab 1928 wirkte er als Kaplan in Leipzig, wo er bereits eine Liturgiereform verfolgte und ab 1929 einen Lehrauftrag für katholische Religionslehre am Pädagogischen Institut der Universität Leipzig wahrnahm. Dort wurde er 1932 zum Hochschulseelsorger ernannt. Bereits 1930 hatte er zusammen mit anderen Theologen das Leipziger Oratorium begründet. Nachdem er 1939 im Zusammenhang mit dem Münchner Attentatsversuch auf Hitler durch Georg Elser einige Monate in München in Schutzhaft gehalten wurde, schloss er sich nach der Freilassung dem Berliner Oratorium an.
1940 gehörte Heinrich Kahlefeld zu den Gründungsmitgliedern der Liturgischen Kommission und des Liturgisches Instituts Trier. 1943 wurde er als Sanitätssoldat einberufen und geriet bei Kriegsende in Frankreich in amerikanische Gefangenschaft. Nach der Entlassung bereitete er ab Ende 1945 mit einigen Leipziger Mitbrüdern die Gründung eines Oratoriums in München vor, dessen erster Superior er 1954 wurde. Im gleichen Jahr wurde diesem Oratorium vom Münchner Erzbischof Joseph Wendel die neu gegründete Pfarrei St. Laurentius in München-Gern übertragen. Die ebenfalls neu errichtete Kirche wurde nach den Vorstellungen der Oratorianer vom Architekten Emil Steffann verwirklicht. Sie war von Anfang an wegweisend für die Liturgiereform, wie sie erst nach dem Zweiten Vatikanischen Konzil anerkannt wurde. 
Im Jahr 1964 war Heinrich Kahlefeld an der Planung des Instituts für Katechetik und Homiletik in München beteiligt. Es wurde im Geist des Zweiten Vatikanischen Konzils von der Deutschen Bischofskonferenz unter Vorsitz des Julius Kardinal Döpfner getragen. Seine Aufgabe war die Ausbildung von Fachleuten und Multiplikatoren für die Erneuerung von Predigt und Katechese in den deutschen Bistümern. Heinrich Kahlefeld leitete das Institut von 1964 bis 1967.
Schon in jungen Jahren hatte sich Heinrich Kahlefeld der Katholischen Jugendbewegung Quickborn angeschlossen, deren Mittelpunkt die Burg Rothenfels war. Burgleiter war von 1927 bis zur Schließung durch die Nationalsozialisten 1939 der Theologe Romano Guardini und häufiger, von der Jugend sehr geschätzter Gast war Leo Weismantel. Ab 1928 war Heinrich Kahlefeld Guardinis Mitarbeiter, dem er zeitlebens verbunden blieb. In dieser Zeit war er stellvertretender Burgleiter. Nach der Wiederbegründung des Quickborn-Arbeitskreises 1947 war er ab 1948 bis 1959 Burgleiter der Burg Rothenfels. Als dritter im Bunde der Jugendführer ist der geistige Kopf Normannsteiner, Alfons Maria Lins zu nennen. Er war mit Kahlefeld und Guardini ebenfalls ein Leben lang freundschaftlich verbunden. Gemeinsam praktizierten sie, lange vor dem Zweiten Vatikanischen Konzil, erste Schritte zur Liturgiereform, insbesondere durch Einführung der deutschen Sprache.

## Werke (Auswahl)

### Liturgiegesänge (Übertragungen ins Deutsche)
- Gesänge für den Gottesdienst, 1932–1979
- Deutsche Komplet, Vespern, 1934
- Gregorianische Singmesse, 1936
- Deutsche Auferstehungsfeier, 1939
- Der Kreuzweg des Herrn, 1951
- Die Osterfeier: Texte und Gesänge zur Liturgie des Gründonnerstag, des Karfreitag, der Ostervigil und der Ostertage, 1951
- Johannespassion, 1953
- Gesänge für die Messfeier der Sonntage nach Pfingsten, 1961
- Gesänge zum Messordinarium, 1961

### Theologische Schriften
- Die Epiphanie des Erlösers im Johannes-Evangelium, Werkbund-Verlag 1954
- Die Osterfeier im Gottesdienst der Pfarrgemeinde, Kösel-Verlag 1962
- "Der Jünger. Eine Auslegung der Rede Lk 6,20-49". 2. Aufl. Frankfurt a. M. 1962
- Orientierung am Evangelium, Verlag Josef Knecht 1976
- Bethlehem. Gedanken um die weihnachtlichen Evangelien, Verlag Josef Knecht 1977
- Schriftauslegung dient dem Glauben, Verlag Josef Knecht 1979
- Christus inmitten der Gemeinde, Verlag Josef Knecht 1983
- Kleine Schriften [Aufsätze aus den Jahren 1959–1979], Verlag Josef Knecht 1984